# 南越谷站
南越谷站（日语：／ Minami-koshigaya eki */?）是一個位於埼玉縣越谷市南越谷一丁目，屬於東日本旅客鐵道（JR東日本）武藏野線的鐵路車站。車站編號是JM 22。

## 車站構造
對向式月台2面2線的高架車站。車站本體由三井住友建設（現時三井住友建設）施工。
越谷Laketown方面設有兩條折返線（視為越谷貨物總站構內），用作電車的夜間留置。
車站顏色為藍色。

### 月台配置
| 月台 | 路線     | 方向 | 目的地                                           |
| ---- | -------- | ---- | ------------------------------------------------ |
| 1    | 武藏野線 | 上行 | 南浦和、武藏浦和、北朝霞、西國分寺、府中本町方向 |
| 2    | 武藏野線 | 下行 | 越谷Laketown、新松戶、西船橋、舞濱、東京方向     |

（來源：JR東日本:車站構內圖（页面存档备份，存于））

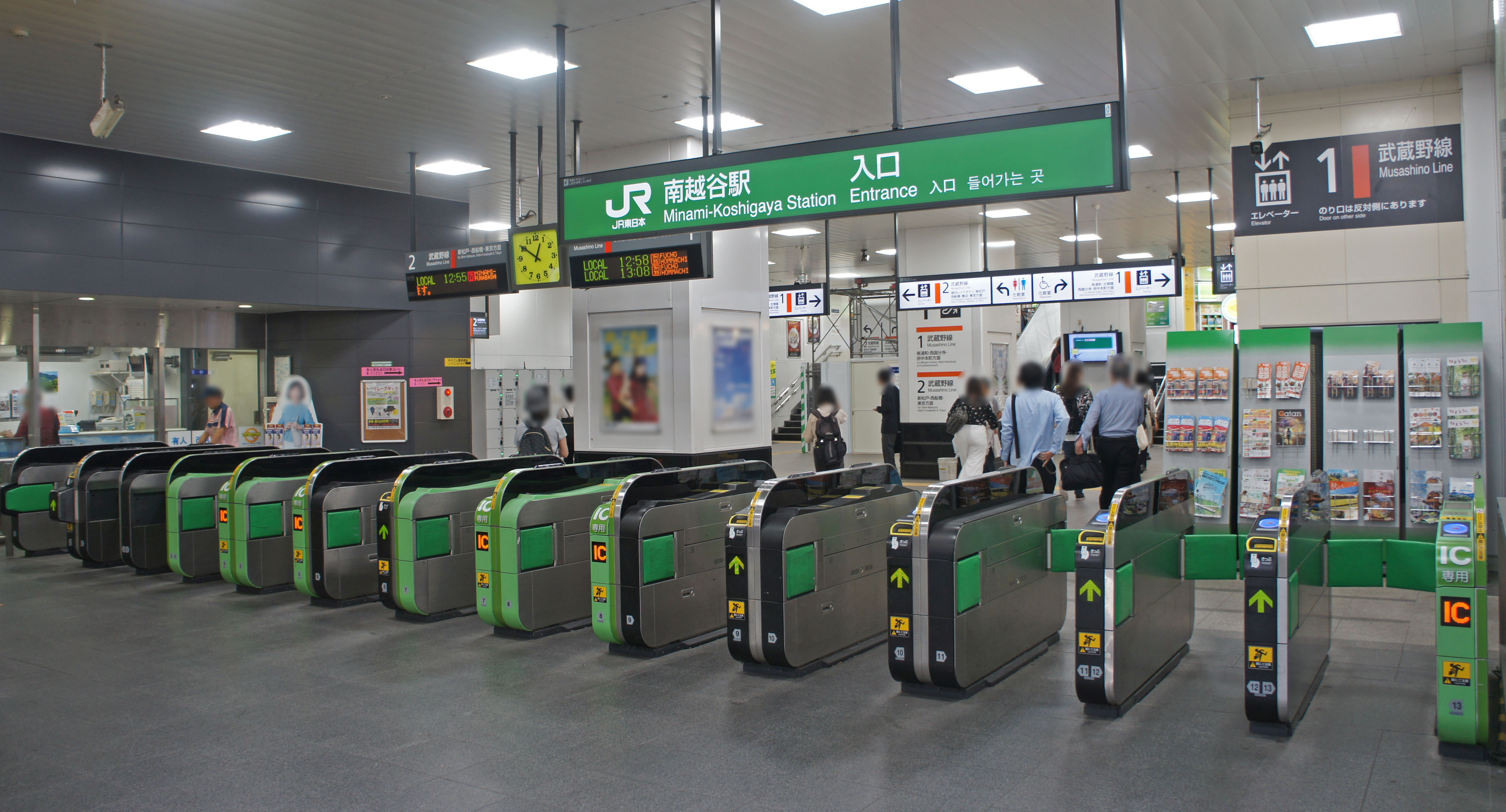
閘口（2019年9月）
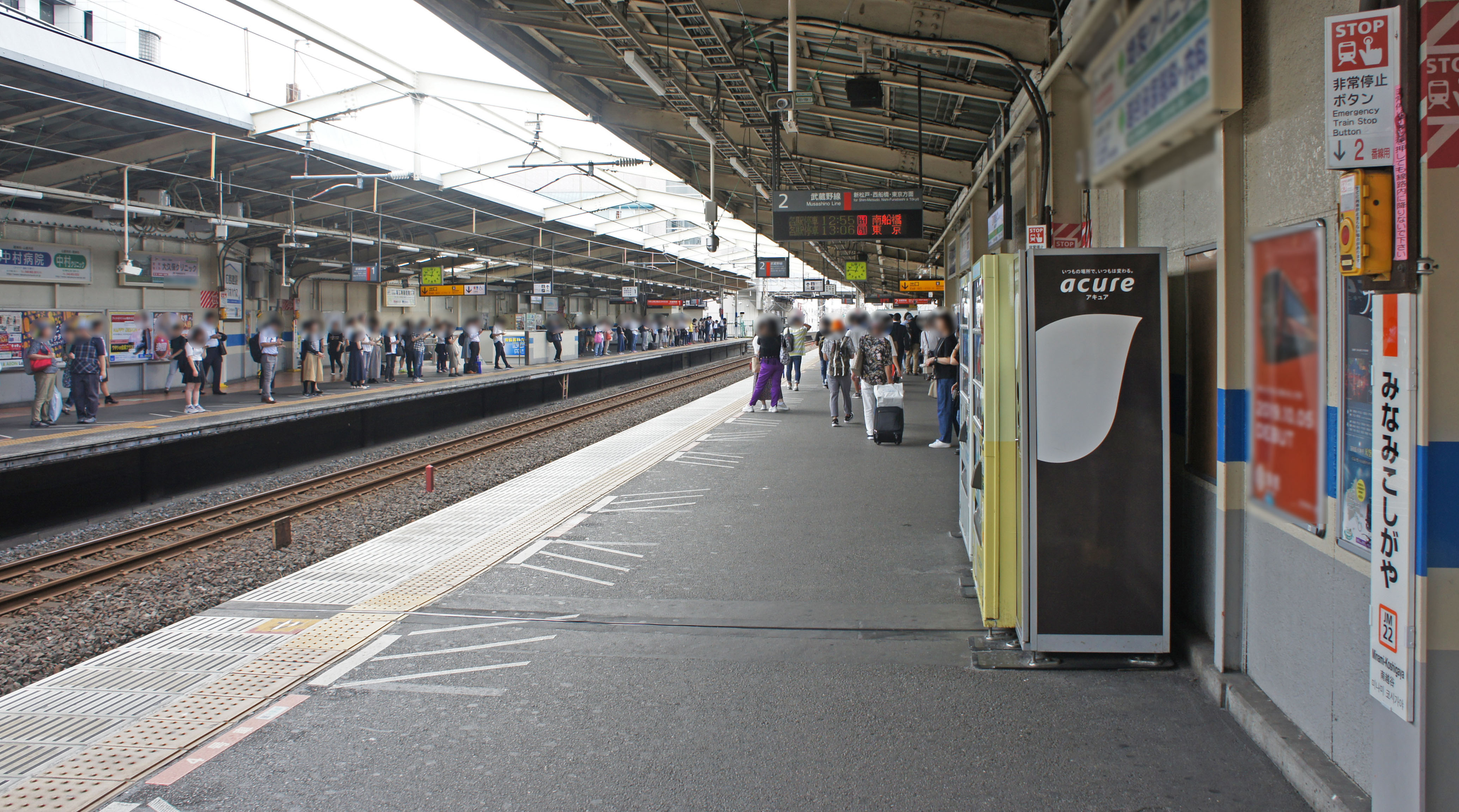
月台（2019年9月）

## 使用情況
2019年（令和元年）度的一日平均上車人次為75,390人。武藏野線內僅次於西船橋站排行第2位。

### 各年度1日平均上車人次（1973年－2000年）
開業以後的一日平均上車人次的推移如下表。
| 年度               | 1日平均 上車人次 | 來源             |
| ------------------ | ---------------- | ---------------- |
| 1973年（昭和48年） | 2,546            |                  |
| 1974年（昭和49年） | 6,309            |                  |
| 1975年（昭和50年） | 10,464           |                  |
| 1976年（昭和51年） | 12,810           |                  |
| 1977年（昭和52年） | 14,276           |                  |
| 1978年（昭和53年） | 15,438           |                  |
| 1979年（昭和54年） | 18,314           |                  |
| 1980年（昭和55年） | 18,779           |                  |
| 1981年（昭和56年） | 20,124           |                  |
| 1982年（昭和57年） | 15,097           |                  |
| 1983年（昭和58年） | 22,152           |                  |
| 1984年（昭和59年） | 23,445           |                  |
| 1985年（昭和60年） | 26,144           |                  |
| 1986年（昭和61年） | 29,324           |                  |
| 1987年（昭和62年） | 33,414           |                  |
| 1988年（昭和63年） | 37,962           |                  |
| 1989年（平成元年） | 41,793           |                  |
| 1990年（平成02年） | 46,267           |                  |
| 1991年（平成03年） | 49,053           |                  |
| 1992年（平成04年） | 51,881           |                  |
| 1993年（平成05年） | 52,893           |                  |
| 1994年（平成06年） | 53,242           |                  |
| 1995年（平成07年） | 53,151           |                  |
| 1996年（平成08年） | 53,314           |                  |
| 1997年（平成09年） | 54,384           |                  |
| 1998年（平成10年） | 55,441           |                  |
| 1999年（平成11年） | 55,856           | [ 埼玉県統計 1 ] |
| 2000年（平成12年） | 57,535           | [ 埼玉県統計 2 ] |

### 各年度1日平均上車人次（2001年以後）
| 年度               | 1日平均上車人次 | 1日平均上車人次 | 1日平均上車人次 | 來源              |
| 年度               | 定期外          | 定期            | 合計            | 來源              |
| ------------------ | --------------- | --------------- | --------------- | ----------------- |
| 2001年（平成13年） | 19,640          | 38,859          | 58,500          | [ 埼玉県統計 3 ]  |
| 2002年（平成14年） | 20,071          | 39,034          | 59,106          | [ 埼玉県統計 4 ]  |
| 2003年（平成15年） | 20,730          | 39,610          | 60,341          | [ 埼玉県統計 5 ]  |
| 2004年（平成16年） | 20,732          | 40,131          | 60,864          | [ 埼玉県統計 6 ]  |
| 2005年（平成17年） | 20,883          | 39,828          | 60,712          | [ 埼玉県統計 7 ]  |
| 2006年（平成18年） | 21,001          | 40,159          | 61,161          | [ 埼玉県統計 8 ]  |
| 2007年（平成19年） | 21,261          | 41,185          | 62,446          | [ 埼玉県統計 9 ]  |
| 2008年（平成20年） | 23,005          | 41,630          | 64,636          | [ 埼玉県統計 10 ] |
| 2009年（平成21年） | 23,112          | 42,269          | 65,382          | [ 埼玉県統計 11 ] |
| 2010年（平成22年） | 22,763          | 42,977          | 65,740          | [ 埼玉県統計 12 ] |
| 2011年（平成23年） | 23,499          | 43,614          | 67,114          | [ 埼玉県統計 13 ] |
| 2012年（平成24年） | 24,303          | 44,352          | 68,656          | [ 埼玉県統計 14 ] |
| 2013年（平成25年） | 24,723          | 46,094          | 70,818          | [ 埼玉県統計 15 ] |
| 2014年（平成26年） | 25,118          | 45,858          | 70,976          | [ 埼玉県統計 16 ] |
| 2015年（平成27年） | 25,922          | 47,362          | 73,285          | [ 埼玉県統計 17 ] |
| 2016年（平成28年） | 26,075          | 48,115          | 74,191          | [ 埼玉県統計 18 ] |
| 2017年（平成29年） | 26,514          | 48,747          | 75,262          | [ 埼玉県統計 19 ] |
| 2018年（平成30年） | 26,718          | 49,044          | 75,762          | [ 埼玉県統計 20 ] |
| 2019年（令和元年） | 26,159          | 49,231          | 75,390          |                   |

備註
1. ↑  1973年4月1日開業。開業日起至翌年3月31日為止365日間集計資料。
2. ↑  1974年7月23日東武伊勢崎線新越谷站開業。成為轉乘站。

## 歷史
- 1973年（昭和48年）4月1日－日本國有鐵道（日本國鐵）南越谷站開業。
- 1974年（昭和49年）7月23日－東武鐵道伊勢崎線新越谷站開業，兩站開始容許相互換乘。
- 1987年（昭和62年）4月1日－國鐵分割民營化，本站由JR東日本接手經營。
- 2001年（平成13年）11月18日－JR東日本智能卡系統Suica啟用。
- 2011年（平成23年）9月15日－因車站改建工程而關閉北口。
- 2012年（平成24年）11月2日－剪票口移到西側，並擴大車站大堂空間。
- 2013年（平成25年）6月－增設無障礙洗手間。

## 相鄰車站
東日本旅客鐵道（JR東日本）
 武藏野線
越谷Laketown（JM 21）－（䞭谷貨物總站）－南越谷（JM 22）－東川口（JM 23）
越谷貨物總站為日本貨物鐵道（JR貨物）的貨運站，不設客運服務。

### 使用情況
JR的1日平均使用人數
1. ↑  各駅の乗車人員 （页面存档备份，存于） - JR東日本

JR東日本的1999年度以後的上車人次
1. ↑  各駅の乗車人員（1999年度） （页面存档备份，存于） - JR東日本
2. ↑  各駅の乗車人員（2000年度） （页面存档备份，存于） - JR東日本
3. ↑  各駅の乗車人員（2001年度） （页面存档备份，存于） - JR東日本
4. ↑  各駅の乗車人員（2002年度） （页面存档备份，存于） - JR東日本
5. ↑  各駅の乗車人員（2003年度） （页面存档备份，存于） - JR東日本
6. ↑  各駅の乗車人員（2004年度） （页面存档备份，存于） - JR東日本
7. ↑  各駅の乗車人員（2005年度） （页面存档备份，存于） - JR東日本
8. ↑  各駅の乗車人員（2006年度） （页面存档备份，存于） - JR東日本
9. ↑  各駅の乗車人員（2007年度） （页面存档备份，存于） - JR東日本
10. ↑  各駅の乗車人員（2008年度） （页面存档备份，存于） - JR東日本
11. ↑  各駅の乗車人員（2009年度） （页面存档备份，存于） - JR東日本
12. ↑  各駅の乗車人員（2010年度） （页面存档备份，存于） - JR東日本
13. ↑  各駅の乗車人員（2011年度） （页面存档备份，存于） - JR東日本
14. 1 2 3  各駅の乗車人員（2012年度） （页面存档备份，存于） - JR東日本
15. 1 2 3  各駅の乗車人員（2013年度） （页面存档备份，存于） - JR東日本
16. 1 2 3  各駅の乗車人員（2014年度） （页面存档备份，存于） - JR東日本
17. 1 2 3  各駅の乗車人員（2015年度） （页面存档备份，存于） - JR東日本
18. 1 2 3  各駅の乗車人員（2016年度） （页面存档备份，存于） - JR東日本
19. 1 2 3  各駅の乗車人員（2017年度） （页面存档备份，存于） - JR東日本
20. 1 2 3  各駅の乗車人員（2018年度） （页面存档备份，存于） - JR東日本
21. 1 2 3  各駅の乗車人員（2019年度） （页面存档备份，存于） - JR東日本

JR的統計資料
1. 1 2  .   [2018-01-17]. （原始内容存档于2017-07-29）.
2. 1 2  統計データでみる50年 （页面存档备份，存于） - 越谷市

埼玉縣統計年鑑
1. ↑  .   [2020-07-27]. （原始内容存档于2020-02-02）.
2. ↑  .   [2020-07-27]. （原始内容存档于2020-02-02）.
3. ↑  .   [2020-07-27]. （原始内容存档于2020-02-02）.
4. ↑  .   [2020-07-27]. （原始内容存档于2020-02-02）.
5. ↑  .   [2020-07-27]. （原始内容存档于2020-02-02）.
6. ↑  .   [2020-07-27]. （原始内容存档于2020-02-02）.
7. ↑  .   [2020-07-27]. （原始内容存档于2020-02-02）.
8. ↑  .   [2020-07-27]. （原始内容存档于2020-02-02）.
9. ↑  .   [2020-07-27]. （原始内容存档于2020-02-02）.
10. ↑  .   [2020-07-27]. （原始内容存档于2020-02-02）.
11. ↑  .   [2020-07-27]. （原始内容存档于2020-02-02）.
12. ↑  .   [2020-07-27]. （原始内容存档于2020-02-02）.
13. ↑  .   [2020-07-27]. （原始内容存档于2020-02-02）.
14. ↑  .   [2020-07-27]. （原始内容存档于2020-02-02）.
15. ↑  .   [2020-07-27]. （原始内容存档于2020-02-02）.
16. ↑  .   [2020-07-27]. （原始内容存档于2020-02-02）.
17. ↑  .   [2020-07-27]. （原始内容存档于2020-02-02）.
18. ↑  .   [2020-07-27]. （原始内容存档于2020-02-02）.
19. ↑  .   [2020-07-27]. （原始内容存档于2020-02-02）.
20. ↑  .   [2020-07-27]. （原始内容存档于2020-03-18）.

## 延伸閱讀
- 三好好三; 垣本泰宏. . JTBパブリッシング. 2010-02-01.

## 外部連結
- 車站資訊（南越谷）：東日本旅客鐵道

35°52′34″N 139°47′25.7″E / 35.87611°N 139.790472°E